# Marija Crnobori
Marija Crnobori (ur. 1 października 1918 w Banjole na Istrii, zm. 21 października 2014 w Belgradzie) – jugosłowiańska aktorka teatralna, filmowa i telewizyjna. 

## Wybrana filmografia
- 1948: Sofka (Sofka)
- 1957: W obcym kraju (Tuđa zemlja)
- 1958: Burza nad stepem (La tempesta)
- 1966: Winnetou i Apanaczi (Winnetou und das Halbblut Apanatschi)
- 1966: Winnetou i Old Firehand (Winnetou und sein Freund Old Firehand)